# اچ‌ام‌اس اسوسییشن (۱۶۹۷)
اچ‌ام‌اس اسوسییشن (۱۶۹۷) (به انگلیسی: HMS Association (1697)) یک کشتی بود که طول آن ۱۶۵ فوت (۵۰٫۳ متر) بود.